# Trữ lượng dầu mỏ Venezuela

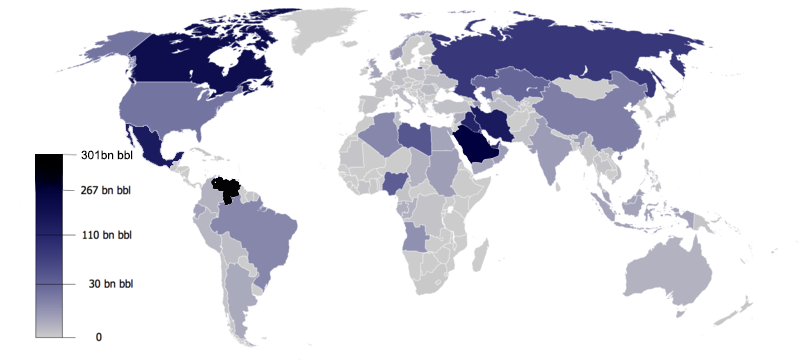
Bản đồ trữ lượng dầu mỏ toàn cầu

Trữ lượng dầu mỏ đã được chứng minh ở Venezuela được công nhận là lớn nhất thế giới, tổng cộng là 297 tỷ thùng (4,72 × 1010 m3) tính đến ngày 1 tháng 1 năm 2014. Đầu năm 2011, tổng thống khi đó là Hugo Chávez và chính phủ Venezuela tuyên bố rằng trữ lượng dầu của quốc gia này đã vượt qua nhà lãnh đạo thế giới dài hạn trước đó, Ả Rập Saudi. OPEC cho biết trữ lượng của Ả Rập Xê Út ở mức 265 tỷ thùng (4,21 × 1010 m3) trong năm 2009.
Sự phát triển trữ lượng dầu mỏ của Venezuela đã bị ảnh hưởng bởi tình trạng bất ổn chính trị trong những năm gần đây. Vào cuối năm 2002, gần một nửa số công nhân tại công ty dầu mỏ nhà nước PDVSA đã đình công, sau đó công ty đã sa thải 18.000 người trong số họ. Dầu thô của Venezuela rất nặng theo tiêu chuẩn quốc tế, và kết quả là phần lớn phải được xử lý bởi các nhà máy lọc dầu chuyên dụng trong nước và quốc tế. Venezuela tiếp tục là một trong những nhà cung cấp dầu lớn nhất cho Hoa Kỳ, gửi khoảng 1,4 triệu thùng mỗi ngày (220 × 103 m3 / ngày) cho Hoa Kỳ Venezuela cũng là một nhà máy lọc dầu lớn và là chủ sở hữu của chuỗi xăng dầu Citgo.
Vào tháng 10 năm 2007, chính phủ Venezuela cho biết trữ lượng dầu đã được chứng minh là 100 tỷ thùng (16 × 109 m3). Bộ năng lượng và dầu cho biết họ đã chứng nhận thêm 12,4 tỷ thùng (2,0 × 109 m3) trữ lượng đã được chứng minh ở vùng Faja del Orinoco của đất nước. Vào tháng 2 năm 2008, trữ lượng dầu đã được chứng minh ở Venezuela là 172 tỷ thùng dầu (27 × 109 m3). Đến năm 2009, Venezuela đã báo cáo 211,17 tỷ thùng (3,3573 × 1010 m3) trữ lượng dầu thông thường, lớn nhất trong số các quốc gia ở Nam Mỹ. Khi năm 2015 kết thúc, Venezuela đã xác nhận trữ lượng dầu ước tính khoảng 300,9 tỷ thùng.
Trong năm 2008, quốc gia này đã xuất khẩu dầu ròng 1,189 Mbbl / d (189.000 m3 / ngày) sang Hoa Kỳ. [8] Do sự thiếu minh bạch trong kế toán của đất nước, mức độ sản xuất dầu thực sự của Venezuela rất khó xác định, nhưng các nhà phân tích của OPEC ước tính rằng họ đã sản xuất khoảng 2,47 Mbbl / d (393.000 m3/d) dầu trong năm 2009, sẽ mang lại nó là 234 năm sản xuất còn lại ở mức hiện tại. Năm 2010, Venezuela đã sản xuất 3,1 triệu thùng dầu mỗi ngày và xuất khẩu 2,4 triệu thùng mỗi ngày. Xuất khẩu dầu như vậy mang lại 61 tỷ đô la Mỹ cho Venezuela. Tuy nhiên, Venezuela chỉ sở hữu khoảng 10,5 tỷ đô la dự trữ ngoại hối, nghĩa là khoản nợ của nó vẫn ở mức 7,2 tỷ đô la khi năm 2015 vang lên. 

## Vành đai Orinoco
Đơn vị đánh giá vành đai Orinoco, USGS
Ngoài dầu thông thường, Venezuela còn có mỏ cát có kích thước tương đương với Canada và xấp xỉ bằng trữ lượng dầu thông thường của thế giới. Cát hắc ín Orinoco của Venezuela ít nhớt hơn cát dầu Athabasca của Canada - có nghĩa là chúng có thể được sản xuất bằng các phương tiện thông thường hơn - nhưng chúng bị chôn quá sâu để khai thác bề mặt. Ước tính trữ lượng có thể phục hồi của Vành đai Orinoco dao động từ 100 tỷ thùng (16 × 109 m3) đến 270 tỷ thùng (43 × 109 m3). Trong năm 2009, USGS đã cập nhật giá trị này lên 513 tỷ thùng (8,16×1010 m3).
Theo Cục Khảo sát Địa chất Hoa Kỳ, riêng Vành đai Orinoco ước tính chứa 900 Than1.400 tỷ thùng 900–1.400 tỷ thùng (2,2×1011 m3) dầu thô nặng trong các mỏ đã được chứng minh và chưa được chứng minh. Trong số này, Cơ quan Khảo sát Địa chất Hoa Kỳ ước tính 380–652 tỷ thùng (1,037×1011 m3) có thể phục hồi về mặt kỹ thuật, điều này sẽ khiến tổng trữ lượng có thể phục hồi của Venezuela (đã được chứng minh và chưa được chứng minh) trong số lớn nhất thế giới. Công nghệ cần thiết để thu hồi dầu thô siêu nặng, như ở hầu hết Vành đai Orinoco, có thể phức tạp và tốn kém hơn nhiều so với ngành công nghiệp dầu nhẹ của Ả Rập Saudi. USGS đã không thực hiện bất kỳ nỗ lực nào để xác định lượng dầu trong Vành đai Orinoco có thể phục hồi về mặt kinh tế. Trừ khi giá dầu thô tăng, có khả năng dự trữ đã được chứng minh sẽ phải điều chỉnh giảm.